# Morro da Favela (quadrinhos)
Morro da Favela é um romance gráfico de André Diniz que conta a história do fotógrafo brasileiro Maurício Hora, que nasceu e cresceu no Morro da Providência, no Rio de Janeiro, que é considerado como a primeira favela do Brasil (seu primeiro nome era Morro da Favela, de onde surgiu a denominação mais popular no Brasil para esse tipo de assentamento urbano informal. O livro foi publicado pela primeira vez no Brasil em 2011 pelo selo Barba Negra, da editora LeYa, sendo posteriormente lançado na França (Photo de la Favela, Des ronds dans l'O, 2012) e em Portugal (Edições Polvo, 2013). Em 2012, o livro ganhou o Troféu HQ Mix na categoria "melhor edição especial nacional".